# Любов на удачу
Любов на удачу (англ. Lover's Luck) — американська короткометражна кінокомедія Роско Арбакла 1914 року.

## У ролях
- Роско ’Товстун’ Арбакл — Фатті
- Мінта Дарфі — дівчина
- Аль Ст. Джон — конкурент Фатті
- Джозеф Свікард — батько дівчини
- Філліс Аллен — мама дівчини
- Френк Гейз — суддя
- Слім Саммервілл — житель міста
- Еліс Хауелл — житель міста
- Люк Дог  — житель міста
- Біллі Беннетт — житель міста